# Ушаково (Алешковська сільрада)
Ушаково (рос. Ушаково) — присілок в Богородському районі Нижньогородської області Російської Федерації.
Населення становить 556 осіб. Входить до складу муніципального утворення Алешковська сільрада.

## Історія
Від 2004 року входить до складу муніципального утворення Алешковська сільрада.

## Населення
| 1999 | 2002 | 2010 |
| ---- | ---- | ---- |
| 606  | ↘565 | ↘556 |